# Pièce de 3 dollars américains
La pièce de trois dollars américains est une pièce d'or produite par la Monnaie des États-Unis de 1854 à 1889. Autorisée par la loi du 21 février 1853, elle est conçue par le graveur en chef de la Monnaie, James B. Longacre. L'avers porte une représentation de la liberté portant la coiffe d'une princesse amérindienne et le revers une couronne de maïs, de blé, de coton et de tabac.
En 1851, le Congrès autorise la création d'une pièce de trois cents en argent afin que les timbres-poste de cette valeur puissent être achetés sans utiliser les cents en cuivre (en), largement décriés. Deux ans plus tard, un projet de loi autorisant la création d'une pièce de trois dollars est adopté. Selon certains, la pièce est créée pour permettre l'achat de plus grandes quantités de timbres. Lors de la conception de la pièce, Longacre cherche à la rendre aussi différente que possible du quarter eagle (pièce de 2,50 dollars), en la frappant sur un flan plus fin et en utilisant un dessin distinctif.
Bien que plus de 100 000 pièces soient frappées au cours de la première année, elle est peu utilisée. Elle circule quelque peu sur la côte ouest, où l'or et l'argent sont utilisés à l'exclusion du papier-monnaie, mais le peu de place qu'elle occupe dans le commerce à l'est est perdue dans les bouleversements économiques de la guerre de Sécession, et n'est jamais retrouvée. La pièce est frappée pour la dernière fois en 1889, et le Congrès met fin à la série l'année suivante. Bien que de nombreuses dates soient frappées en petit nombre, la plus rare est produite à la Monnaie de San Francisco en 1870 (1870-S) ; on sait avec certitude qu'il n'en existe qu'une seule.

## Contexte
En 1832, Campbell P. White (en), membre du Congrès de New York, cherche un moyen de remettre en circulation les pièces d'or américaines — l'or étant surévalué par rapport à l'argent par le gouvernement, les pièces d'or sont régulièrement exportées depuis le début du XIXe siècle. La solution de White consiste à faire frapper le dollar en argent et l'eagle en or à leur pleine valeur, mais à produire des pièces d'or et d'argent plus petites, y compris une pièce de 3 dollars, qui contiennent moins de métal que leur valeur faciale. Bien que le Congrès, en adoptant le Coinage Act de 1834, ajuste le ratio entre l'or et l'argent, il n'autorise pas la création d'une pièce de 3 dollars à l'époque.
La loi du 3 mars 1845 autorise les premiers timbres-poste des États-Unis et fixe le tarif des lettres locales prépayées à 5 cents. Dans les années qui suivent, ce tarif est considéré comme trop élevé et comme un obstacle au commerce. C'est pourquoi le Congrès autorise, le 3 mars 1851, l'émission d'un timbre et d'une pièce d'argent de trois cents. Le représentant du Kentucky, Richard Henry Stanton (en), pense que la nécessité de remplacer un demi-dime en argent par de gros centimes en cuivre risque de faire échouer le nouveau projet. Il écrit au directeur de la Monnaie, Robert M. Patterson, que « la réduction des [tarifs] postaux dépend d'une pièce de trois cents à utiliser dans les États où le cuivre ne circule pas ». Selon l'historien numismatique Walter Breen, « le principal objectif de la nouvelle pièce de 3 cents serait d'acheter des timbres-poste sans utiliser les centimes de cuivre impopulaires, lourds et souvent sales ».
En 1853, l'argent est surévalué par rapport à l'or. Cette situation est due aux importantes découvertes d'or, notamment en Californie, et l'argent est fortement exporté. Pour remédier à cette situation, le secrétaire au Trésor Thomas Corwin propose de réduire la teneur en métaux précieux de la plupart des pièces d'argent afin d'empêcher leur exportation. L'opposition au projet de loi est menée par Andrew Johnson, représentant du Tennessee, qui estime que le Congrès n'a pas le pouvoir de modifier le rapport entre le prix de l'or et celui de l'argent et que, s'il l'a, il ne doit pas l'exercer. Le Congrès adopte néanmoins le projet de loi, qui entre en vigueur le 21 février 1853. Ce projet de loi autorise également la création d'une pièce de trois dollars en or ; selon l'auteur numismatique Don Taxay, cette disposition est insérée à la demande des intérêts aurifères.
Selon Breen, le Congrès pense que la nouvelle pièce « serait pratique pour l'échange de rouleaux ou de petits sacs de pièces de 3 cents en argent, et pour l'achat de feuilles de timbres de 3 cents, en évitant toujours l'utilisation de cents en cuivre ». En 1889, James P. Kimball, alors directeur de la Monnaie, écrit que « l'on suppose que la pièce de trois dollars est conçue pour être un multiple de la pièce de trois cents, afin de faciliter les transactions postales ». Dans son article de 2003 sur la pièce de trois dollars, le numismate Walter Hagans écarte l'explication postale et écrit que « la véritable raison de la pièce de trois dollars en or est l'abondance de l'or découvert en Californie ». Le marchand de pièces et auteur Q. David Bowers note que « la question de savoir si la dénomination de 3 dollars est réellement nécessaire ou utile fait l'objet d'un débat parmi les numismates depuis plus d'un siècle ».

## Préparation et dessin
L'essentiel de ce que l'on sait du processus de conception de la pièce de trois dollars provient d'une lettre du 21 août 1858 adressée par le chef graveur de la Monnaie, James B. Longacre, le concepteur de la pièce, au directeur de la Monnaie de l'époque, James Ross Snowden. Cette lettre est apparemment une réponse à certaines critiques, et Longacre y expose son point de vue sur la conception des pièces, en particulier celle de la pièce de trois dollars. Il fait remarquer qu'il est d'abord perplexe quant au choix de la pièce, car c'est la première fois qu'il est autorisé à choisir le motif de la pièce de trois dollars. Bien qu'il ait conçu la pièce de trois cents et d'autres avant le mandat de Snowden, on lui a dit ce qu'il faut mettre sur ces pièces. La pièce pèse 64,5 grammes et a un titre de 900.
Longacre note que, bien que les responsables de la conception des pièces de monnaie dictent généralement des adaptations de l'art romain ou grec, pour la pièce de trois dollars, il a l'intention de créer quelque chose d'authentiquement américain :

« Pourquoi devrions-nous, en cherchant un thème pour illustrer ou symboliser une nation qui n'a pas besoin de se tenir plus bas que la vertu romaine ou la science de la Grèce, préférer la période barbare d'un peuple lointain et éloigné, d'où tirer un emblème de nationalité, à la période aborigène de notre propre pays, surtout quand cette dernière nous présente une distinction caractéristique non moins intéressante et plus particulière que celle qui jette encore sa chaîne sur la partie civilisée de l'ancien continent ?  Pourquoi ne pas être américain à partir de la source de notre propre domaine ? Des rives cuivrées du lac Supérieur aux montagnes argentées de Potosi, de l'Ojibwa à l'Araucanien, le diadème de plumes est une caractéristique de la primitivité de notre hémisphère, comme le turban l'est de l'Asiatique. »

Les représentations de l'Amérique sous la forme d'une femme amérindienne ou d'une princesse indienne remontent au XVIe siècle. Les cartographes placent une femme amérindienne, souvent coiffée de plumes, sur leur version du continent nord-américain. Cette image évolue vers celle d'une reine indienne, puis d'une princesse indienne, et bien que Columbia finit par être l'incarnation féminine préférée des États-Unis, l'image de la princesse indienne survit dans la vision populaire de figures telles que Pocahontas et Sacagawea.
Certaines sources suggèrent que Longacre base les traits de la liberté sur ceux de sa fille, Sarah. Cette histoire est plus souvent associée à l'Indian Head cent de Longacre, mais les caractéristiques de la Liberté sur les deux pièces (ainsi que sur le dollar en or, le double eagle et la pièce de trois cents) sont presque identiques. Pour distinguer la nouvelle pièce du quarter eagle (pièce de 2,50 dollars, Longacre utilise un flan plus fin afin d'augmenter le diamètre de la pièce. Il aplatit également le flan du dollar en or pour l'agrandir et lui donne le même motif de princesse indienne. Le revers est à l'origine de la « couronne agricole » de Longacre, composée de maïs, de tabac, de coton et de blé, qui apparaît également sur le dollar en or, le cent Flying Eagle et son revers révisé pour la pièce de 10 cents et le demi-dime Seated Liberty. Il s'agit d'un mélange des produits du Sud et du Nord à une époque de tension intersectionnelle. Le numismate Walter Hagans estime que le revers orné de couronnes est « aussi typiquement américain que la jeune fille indienne de l'avers ».
L'historien de l'art Cornelius Vermeule déclare que « le seul domaine dans lequel Longacre laisse libre cours à son imagination est celui des coiffures de fantaisie pour ses représentations de la liberté. Ses bonnets de plumes, ses bonnets de liberté et ses diadèmes étoilés font plaisir à voir ». Néanmoins, Vermeule n'aime pas la figure de l'avers, « la princesse des pièces d'or est une version élégante de l'art populaire des années 1850 réalisée par un graveur de billets de banque. Les plumes ressemblent davantage au cimier du prince de Galles qu'à tout ce qui a vu la frontière occidentale, sauf peut-être sur une beauté de music-hall ».
Au moment de l'autorisation de la pièce de trois dollars, l'administration whig de Millard Fillmore est encore en place, mais deux semaines plus tard, le démocrate Franklin Pierce succède à Fillmore, et le directeur de la Monnaie George Nicholas Eckert cède sa place à Thomas M. Pettit. Longacre soumet deux projets à Pettit et, avant que ce dernier ne décède le 31 mai 1853, il sélectionne l'un des deux ; les modèles en relief suivent rapidement l'approbation. Les modèles de Longacre, tant pour l'avers que pour le revers, ne comportent pas de lettrage, les légendes et les chiffres devant être poinçonnés une fois la réduction effectuée. Cela permet de les utiliser plusieurs fois pour différentes dénominations. Longacre étant occupé par les pièces d'argent à poids réduit ordonnées par le Congrès dans la même loi qui autorise la pièce de trois dollars, le travail sur les matrices ne commence qu'en 1854.

## Production
Les premières pièces de trois dollars produites sont 15 exemplaires d'essai, remises au secrétaire au Trésor, James Guthrie, par le directeur de la Monnaie, James Snowden, le 28 avril 1854, très probablement pour être distribuées aux législateurs. La Monnaie de Philadelphie lance ensuite la plus grande production de pièces de trois dollars. Le chef monnayeur Franklin Peale livre 23 140 pièces le 8 mai et 29 181 quatre jours plus tard. Toutefois, après le 8 juin, Peale n'effectue qu'une seule autre livraison, le 10 novembre, lorsque les 22 740 dernières pièces du tirage de 138 618 sont livrées. En plus des frappes à Philadelphie, il y a une production des monnaies de succursales, avec 24 000 pièces frappées à la Monnaie de La Nouvelle-Orléans (1854-O) et 1 120 à Dahlonega (1854-D). Une paire de matrices est envoyée de Philadelphie à la Monnaie de Charlotte le 1er juin, mais elle n'est pas utilisée. Une autre paire est envoyée le même jour à Dahlonega, où elle arrive le 10 juin. Les calibres et autres équipements nécessaires suivent le 15 juillet. La frappe des pièces 1854-D a lieu en août ; la pièce est aujourd'hui rare, car peu ont été gardées et ce n'est que des décennies plus tard que les pièces frappées sont conservées en tant que variétés distinctes. Des matrices sont envoyées à La Nouvelle-Orléans en 1855, 1856, 1859 et 1861, mais elles restent inutilisées ; aucune autre frappe n'a lieu dans l'un des trois hôtels des monnaies du sud,.

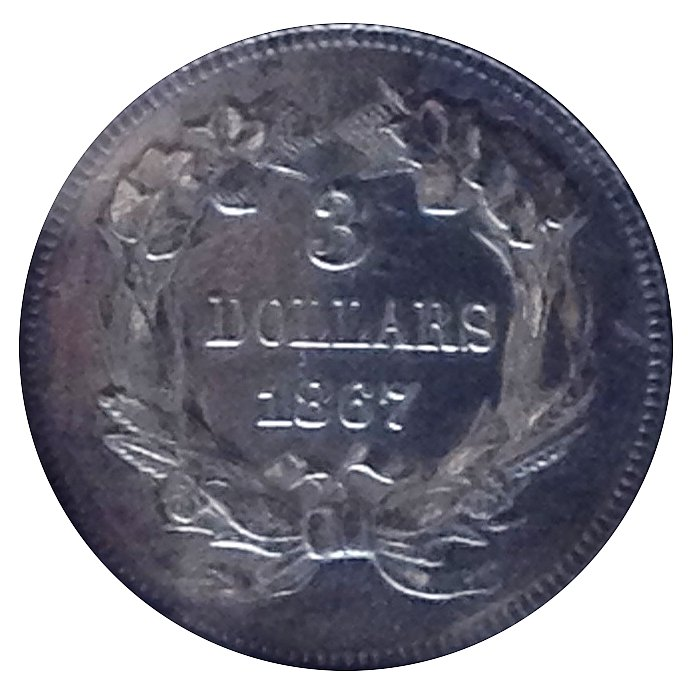
Une frappe en argent de la pièce de 3 dollars de 1867

À partir de 1855, les lettres du mot « DOLLARS » sont agrandies, à la suite de plaintes du public. La même année, la frappe commence à la Monnaie de San Francisco, où 6 600 pièces sont frappées, contre 50 555 à Philadelphie. Les frappes à Philadelphie diminuent pendant le reste de la décennie, pour atteindre 7 036 en 1860 ; des pièces sont également frappées à San Francisco en 1856, 1857 et 1860. En 1859, Montroville W. Dickeson, l'écrivain numismatique, écrit à propos de la pièce de trois dollars : « Elle est très impopulaire, car on la confond souvent avec un quarter eagle et on la compte souvent comme une pièce de cinq dollars. Elle est extrêmement gênante pour la partie de la famille humaine dont la vision dépend d'une aide artificielle, et nous pensons que son retrait serait approuvé par le public ». Une douzaine de numismates contemporains collectionnent les pièces de trois dollars ; ceux qui sont sérieux les commandent en finition belle épreuve à la Monnaie. Les pièces dans cet état deviennent plus faciles à obtenir à Philadelphie, les autorités réagissant à l'intérêt croissant pour la collection de pièces qui suit l'introduction du cent Flying Eagle en 1857.
Les pièces circulent dans l'Est et le Midwest, au moins jusqu'en 1861, lorsque les troubles économiques provoqués par la guerre de Sécession font disparaître l'or et l'argent du commerce dans ces régions. L'or étant thésaurisé, en décembre 1861, les banques, et par la suite le Trésor, cessent de payer l'or à sa valeur nominale. La pièce de trois dollars n'est jamais remise en circulation dans l'est du pays. Sur la côte ouest, où l'or et l'argent restent en usage, la pièce continue à être commercialisée et peut être trouvée occasionnellement. Les émissions de la Monnaie de San Francisco sont les plus courantes,. Malgré l'absence de circulation, elles continuent à être frappées à Philadelphie, car le directeur de la Monnaie, James Pollock, a pour principe de frapper chaque année chaque dénomination, qu'elle circule ou non. Certaines pièces de la Monnaie de Philadelphie migrent vers l'ouest en paiement de transactions, car seuls l'or et l'argent sont acceptés comme monnaie sur la côte ouest. Jusqu'à la reprise des paiements en espèces à la fin de l'année 1878, les pièces d'or ne peuvent être obtenues auprès de la Monnaie de Philadelphie qu'en payant une prime en billets de banque. Les pièces non vendues y sont stockées.

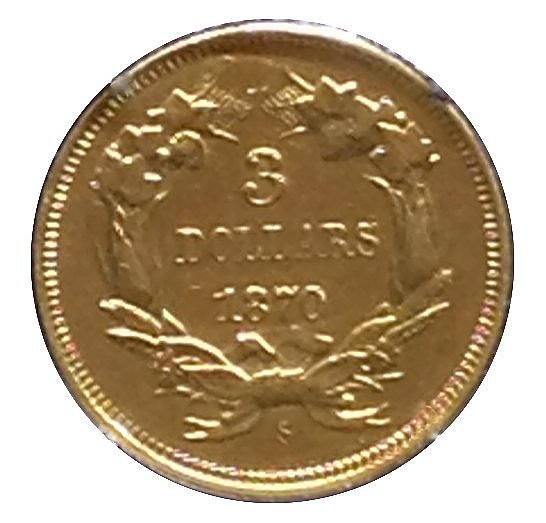
La pièce de 3 dollars de 1870

En 1870, un jeu de matrices pour la pièce de trois dollars est envoyé à San Francisco par le département de gravure de la Monnaie de Philadelphie. Le 14 mai 1870, Oscar Hugh La Grange (en), surintendant de la Monnaie de San Francisco, envoie un télégramme au directeur de la Monnaie, James Pollock, l'informant que les matrices pour les pièces d'un et de trois dollars ont été reçues, mais qu'elles ne comportent pas le différent « S » habituel, et lui demandant des conseils. Conformément aux instructions de Pollock, les matrices sont renvoyées à Philadelphie, mais LaGrange informe Pollock que pour s'assurer d'une pièce de trois dollars à placer dans la pierre angulaire du nouveau bâtiment de la Monnaie de San Francisco, le graveur J.B. Harmistead a gravé un « S » sur la matrice du revers. On ignore ce qu'il est advenu de la pièce destinée à être placée dans la pierre angulaire, mais Harmistead frappe également une pièce pour lui-même, qui est montée comme bijou à un moment donné et dont l'existence n'est connue qu'en 1907. Il s'agit de la seule pièce d'or américaine d'émission régulière unique par sa date et sa marque d'atelier. Elle est mise sur le marché pour la dernière fois en 1982, lorsqu'elle est vendue pour 687 500 dollars. Aujourd'hui, elle fait partie de la collection Harry W. Bass, Jr. au musée de la monnaie de l'American Numismatic Association à Colorado Springs. Aucune autre pièce de trois dollars n'est frappée à San Francisco en 1870 ; des matrices y sont envoyées la plupart des années entre 1861 et 1873, mais, à l'exception de 1870, elles ne sont pas utilisées.
Le 18 janvier 1873, Archibald Loudon Snowden, chef monnayeur de la Monnaie de Philadelphie, se plaint que le « 3 » de la date, tel qu'il est frappé par la Monnaie, ressemblait trop à un « 8 », en particulier sur les petites dénominations. En réponse, James Pollock ordonne au chef graveur William Barber de regraver la date en ouvrant les bras du « 3 » plus largement sur la plupart des dénominations, y compris sur la pièce de trois dollars. Les variétés « Closed 3 » (3 fermé) et « Open 3 » (3 ouvert) sont toutes deux extrêmement rares, bien que le tirage officiel de 25 pièces pour 1873 soit sous-estimé, puisque l'on sait qu'il existe plus de spécimens que cela. En 1875 et 1876, aucune pièce n'est frappée pour la circulation, seules les pièces à l'état belle épreuve étant mises à la disposition des collectionneurs. Le tirage officiel est de 20 pièces pour 1875 et de 45 pièces pour 1876, bien qu'un nombre inconnu de pièces puisse pu refrappé illicitement pour chaque date. L'écrivain numismatique R.W. Julian pense qu'il n'y a pas de refrappe ultérieure, mais comme les pièces belle épreuve ne sont pas comptées avant d'être vendues, les employés remplacent les pièces à date commune lorsque les pièces invendues doivent être fondues. Ces pièces ne sont mises à la disposition du public que dans le cadre d'un jeu d'épreuves de toutes les dénominations en or, au prix de 43 dollars (soit une prime de 1,50 dollar par rapport à la valeur nominale). Julian suggère que les quantités relativement importantes de près de 42 000 pièces en 1874 et de quelque 82 000 en 1878 sont frappées en prévision de la reprise des paiements en espèces, mais lorsque cela se produit finalement à la fin de 1878, « le public a baillé bruyamment et la Monnaie a gardé la plupart des pièces en stock, les distribuant lentement pour remplir les stocks ».

## Dernières années
Dans les années 1880, malgré le retour de l'or dans le commerce à l'échelle nationale avec la reprise des paiements en espèces à la fin de l'année 1878, peu de pièces de trois dollars sont frappées. Le public connait un petit essor spéculatif en mettant de côté des pièces de trois dollars ; néanmoins, des milliers de pièces restent à la Monnaie de Philadelphie. Peu d'entre elles sont envoyées aux banques ; elles se vendent avec une petite prime lorsque les banques en possèdent ou lorsqu'elles sont achetées à des courtiers en change. Elles sont principalement utilisées comme cadeaux ou comme bijoux et sont frappées uniquement à Philadelphie après la rareté du 1870-S, et le numismate S.H. Chapman note, à propos des émissions de 1879 à 1889, que « pour les dernières années du 3 dollars, un grand nombre de pièces est refondu à la Monnaie de Philadelphie ». La Monnaie favorise apparemment certains négociants de Philadelphie dans la distribution du dollar en or, mais la pièce de trois dollars peut être obtenue sans prime au guichet du caissier de la Monnaie de Philadelphie. Un grand nombre de pièces de trois dollars de 1879 (3 000 exemplaires pour la circulation), de 1880 (1 000) et de 1881 (500) sont thésaurisées par le collectionneur et marchand de pièces Thomas L. Elder, qui demande aux caissiers des banques de les rechercher. Il ne peut pas les obtenir directement auprès de la Monnaie au moment de l'émission, car il est encore mineur d'âge en 1880 et ne commence à collectionner les pièces qu'en 1887.

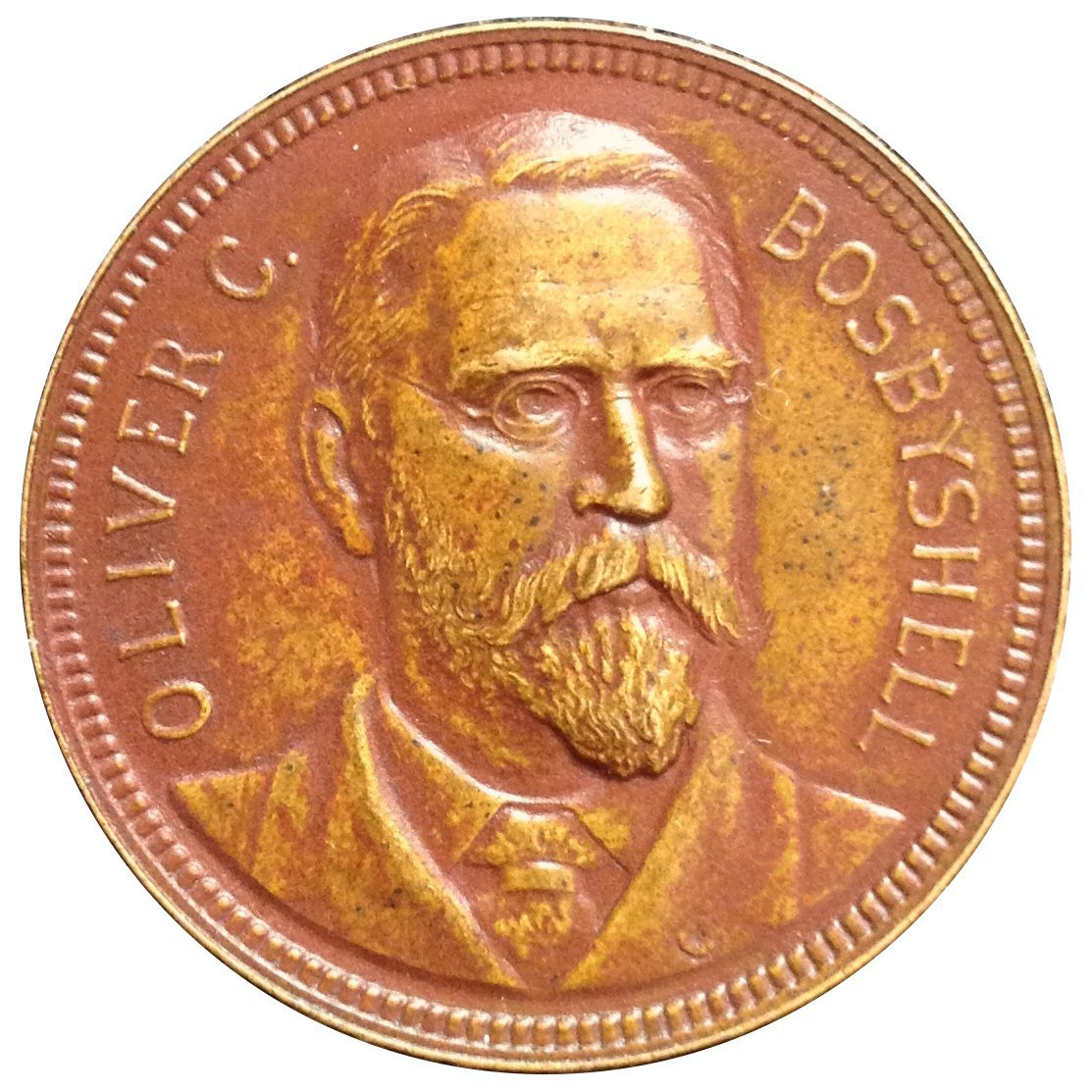
Le chef monnayeur de la Monnaie de Philadelphie Oliver Bosbyshell est responsable de la sortie de nombreuses pièces non officielles de l'établissement.

Avec l'intérêt croissant des collectionneurs pour la pièce de trois dollars dans les années 1880, des employés peu scrupuleux de la Monnaie de Philadelphie s'enrichissent en frappant illicitement des pièces de dates antérieures, notamment les pièces de 1873, 1875 et 1876. Bowers, dans son sylloge de la collection Bass, impute particulièrement ces irrégularités à Oliver Bosbyshell, monnayeur en chef à Philadelphie de 1876 à 1885. Au cours de cette période, les collectionneurs et les marchands bien informés reçoivent des quantités de pièces modèles, de pièces frappées à nouveau et de pièces frappées dans des métaux différents, et Bosbyshell vend une importante collection personnelle de pièces de ce type peu après avoir quitté ses fonctions de monnayeur en chef. Bien qu'il soit redevenu surintendant de la Monnaie de Philadelphie de 1889 à 1894, il ne semble pas avoir repris ses activités illicites.
Le tirage relativement important d'environ 6 000 pièces en 1887 est dû à une mode qui se répand dans le pays et selon laquelle les hommes offrent à leurs amies une pièce dont l'une des faces est meulée et remplacée par les initiales de la femme. De nombreux prétendants fortunés préfèrent utiliser une pièce d'or pour cette présentation. Un nombre plus important que d'habitude de pièces d'essai est frappé en 1888 et conservé par la Monnaie en prévision d'échanges futurs avec des collectionneurs pour des articles que la Monnaie souhaite ajouter à sa collection de pièces. La pièce de 1888 est la pièce la plus courante de la série, avec un tirage officiel de 200 pièces.
En 1889, le directeur de la Monnaie, James P. Kimball, envoie une lettre au comité de la Chambre des représentants sur la monnaie, les poids et les mesures pour demander l'abolition de la pièce de trois dollars. Il écrit : « Il s'agit d'une dénomination qui ne sert à rien, sa monnaie actuelle étant en fait limitée à sa production à des fins de collection de pièces de monnaie. La valeur de plus de 153 000 $ en pièces de trois dollars est toujours disponible à la Monnaie de Philadelphie ne peut pas être éliminé, en raison de l'impopularité de cette pièce en tant que support de circulation ». Le dollar en or et la pièce de trois dollars ne sont plus frappés après 1889 et sont abolis par le Congrès le 26 septembre 1890.
Dans les années 1890, 49 087 pièces de trois dollars sont fondues comme étant obsolètes à la Monnaie de Philadelphie. Bien qu'aucune liste ne soit conservée par années, Bowers suggère que de nombreuses pièces sont datées de 1874 ou 1878 (deux années avec des tirages relativement élevés) ou proviennent des dernières années de la série. Dans les années 1890, elles comportent généralement une prime de 25 ou 50 cents chez les courtiers en change. Dans les années 1920, les pièces de trois dollars se vendent à un prix supérieur alors que les autres pièces de monnaie en or restent à leur valeur nominale. L'édition 2014 de A Guide Book of United States Coins de R. S. Yeoman répertorie celle de 1854 comme la pièce de trois dollars la moins chère dans l'état le plus bas (Very Fine ou MS-20) à 825 $. Un exemplaire 1855-S en belle épreuve détient le record du prix de vente pour la dénomination, vendu aux enchères en 2011 pour 1 322 500 $.
En 1934, la directrice de la Monnaie, Nellie Tayloe Ross, écrit dans son rapport annuel qu'un total de 539 792 pièces de trois dollars ont été frappées, dont 452 572 à Philadelphie, 62 350 à San Francisco (sans compter la 1870-S), 24 000 à La Nouvelle Orléans et 1 120 à Dahlonega. Selon Walter Breen, les pièces de trois dollars « représentent les reliques d'une expérience intéressante mais avortée ; elles comptent aujourd'hui parmi les pièces d'or américaines les plus convoitées ». Le marchand de pièces de monnaie new-yorkais Norman Stack déclare dans les années 1950 : « Toutes sont rares. Il n'existe pas de pièce d'or commune de trois dollars ».